# Dariusz Goździak
Dariusz Goździak (* 6. Dezember 1962 in Sulęcin) ist ein ehemaliger polnischer Pentathlet.

## Karriere
Goździak war Teilnehmer an den Olympischen Spielen 1992 in Barcelona. Im Einzelwettbewerb gelang ihm der zehnte Platz. Mit der polnischen Mannschaft, zu der neben Goździak noch Maciej Czyżowicz und Arkadiusz Skrzypaszek gehörten, wurde er Olympiasieger.
Bei Weltmeisterschaften hatte er bereits 1990 als Teil dieser Mannschaft um ihn, Czyżowicz und Skrzypaszek den dritten Platz erreicht, sowie 1991 die Vizeweltmeisterschaft gewonnen. 1991 wurde er außerdem Vizeweltmeister mit der Staffel.